# Danao (Bohol)
Pour les articles homonymes, voir Danao.
Danao est une municipalité de la province de Bohol située dans la région des Visayas centrales aux Philippines.